# 克兰斯顿 (罗得岛州)
克兰斯顿（英語：Cranston）是美国罗得岛州普罗维登斯县的一座城市，面积77.5平方公里。根据2000年美国人口普查，共有79,269人，是该州第三大城市，其中白人占89.19%、非裔美国人占3.69%、亚裔美国人占3.28%。

## 友好城市
- 義大利伊特里
- 圣多明各